# Učinek steklenega dvigala

## Prvotna opredelitev
Učinek je bil opredeljen leta 1992 v ZDA. Delež moških in žensk se je v času njegove prvotne opredelitve približeval parnosti (sploh pri mlajših starostnih skupinah delavcev), oboji pa so se pri zaposlovanju v splošnem še vedno omejevali na poklice, v katerih je prevladoval njihov spol/ki so bili v družbi pojmovani kot značilni za njihov spol. Zelo težko je bilo tudi najti specifični poklic, pri katerem bi enako število moških in žensk opravljalo iste aktivnosti in bilo vključenih v iste industrije (Williams, 1992).
Moški so se v tistem času z manjšo verjetnostjo vključevali v poklice, tipične za ženski spol, kot ženske v poklice, pri katerih so prevladovali moški. Raziskovalci se tudi praktično niso ukvarjali z izključenostjo moških iz teh poklicev. Moški, ki so se za opravljanje takšnega poklica odločili, so bili na delovnem mestu zaradi svojega izbora tudi diskriminirani – toda diskriminacija in negativni stereotipi, s katerimi so se srečali, so izvirali izven delovne organizacije (s strani odjemalcev storitev so bili pojmovani kot zgube in seksualni devianti) (Williams, 1992). 
C. Williams (1992, 2013), sociologinja, je ugotovila, da so lastnosti, ki se povezujejo z moškimi in maskulinostjo, bolj cenjene od lastnosti, ki so povezane z ženskami in femininostjo, in imajo zato moški, zaposleni na področju zdravstvene nege, poučevanja, knjižničarstva in socialnega dela, zaradi svojega "simboličnega" statusa koristi. Ta ugotovitev je predstavljala močan dokaz proti nekaterim razširjenim sociološkim teorijam tistega časa, ki so manj ugoden položaj žensk na delovnem mestu razlagale z njihovo številčno redkostjo, pri čemer so popolnoma zanemarile diskriminacijo zaradi spola. 
Njeno raziskovalno delo je pokazalo, da se za moške na delovnih mestih, kjer sicer prevladujejo ženske, domneva, da so od kolegic bolj kompetentni in tudi boljši vodje. Kot posledica tega jih je veliko postavljenih na višje plačane administrativne pozicije in mesta na specialnih področjih dela, pri čemer pri reproduciranju njihove privilegiranosti skrivoma sodelujejo nadzorniki, sodelavci, klienti ter delavci sami. Da bi ta učinek primerjala z učinkom steklenega stropa, ki pesti ženske v poklicih, kjer prevladujejo moški, ga je poimenovala učinek steklenega dvigala (Williams, 1992, 2013). 
Raziskave so pokazale tudi, da so nekateri moški v poklicih, kjer prevladujejo ženske, diskriminirani - posebej tisti, ki so zaposleni na specialnih področjih dela, ki se povezujejo z otroki, kot sta npr. vzgojiteljstvo in knjižničarstvo na oddelku za otroke. Negativni stereotipi o moški spolni usmerjenosti so vzbujali nezaupljivost do njihovih morebitnih motivov za izbiro poklica, nemalokrat namigujoč tudi na pedofilijo. Ker so pa ta delovna mesta slabo plačana, se te posameznike enostavno "potisne" na bolje plačano in bolj prestižno delovno mesto. Tisti moški, ki so želijo ostati na takem delovnem mestu, se morajo upirati, da jih ne "potegne" navzgor - od tod tudi metafora "dvigala" (Williams, 1992, 2013).

## Revidirana opredelitev
Avtorica je na podlagi raziskav sama revidirala originalni koncept, pri čemer je izpostavila predvsem dve večji omejitvi: i) odsotnost analize točke srečanja med različnimi manjšinskimi skupinami in ii) naslanjanje na tradicionalne predpostavke o delovnih organizacijah. Prva omejitev se nanaša na to, da je koncept osnovan na izkušnjah heteroseksualnih belcev iz srednjega razreda. Raziskave pa kažejo tudi na pomembno vlogo rase, spolne usmerjenosti in družbenega razreda posameznika pri vzpostavljanju ter vzdrževanju neenakosti na delovnem mestu. Ob tem velja omeniti še, da so identitetne kategorije marginaliziranih skupin spreminjajoče se, stalno v procesu samoustvarjanja in ustvarjanja s strani drugih zaradi dinamičnosti družbene moči (Cho, Crenshaw in McCall, 2013, v: Williams, 2013). Druga omejitev izhaja iz dejstva, da v sodobnem ekonomskem kontekstu tradicionalne predpostavke o delovnih organizacijah, kot so pričakovanje stabilne zaposlitve, birokratske hierarhije in razširjene podpore javnim institucijam, niso več samoumevno izpolnjene: delo je vedno bolj fleksibilno, projektno in začasno (Williams, 2013). 
C. Williams (2013) je bolj natančno opredelila specifične kontekste, v katerih učinek steklenega dvigala dobro razloži ekonomske prednosti moških pred ženskami in zaključila, da so za razumevanje spolne neenakosti v 21. stoletju potrebni drugi koncepti (delno že zato, ker sam koncept dela postaja stvar preteklosti; predlaga pa tudi, da ti novi koncepti v obzir vzamejo še izkoriščanje delavcev v kapitalizmu). K. Price-Glynn in C. Rakovski (2012) sta se spraševali, če je nemara boljša kot analogija hitro premikajočega se dvigala, ki proti vrhu pelje le določeno skupino ljudi, boljša analogija o stopnišču, po katerem so prednosti cikcakasto razporejene in tudi bolj skromne za posameznike vseh spolov, ras in državljanstev. Ugotovili sta namreč, da so rasa, etnično poreklo in državljanstvo kategorije, ki so pri tem, kdo je deležen organizacijskih spodbud (ter tudi kakšnih), pomembnejše od spola. Njune ugotovitve kažejo na bolj zapleten odnos med spolom, raso in državljanstvom kot izvor prednosti in zapostavljenosti na delu za specifične skupine ljudi (ter pričajo o tem, da so vzorci privilegiranosti na delovnem mestu, ki temeljijo samo na spolu ali rasi, preveč poenostavljeni). Zaključujeta, da je analogija steklenega dvigala uporabna, ko razlaganje prednosti na delovnem mestu temelji na enojnem ali dvojnem označevalcu identitete (kot je npr. kombinacija spol in rasa).
A. Harvey Wingfield (2009) ni našla nobenih dokazov, ki bi podpirali učinek steklenega dvigala za zdravstvene tehnike negridne rase. Ugotovila je, da so oni pogosto videni celo kot manj spretni od medicinskih sester. Neredko so jih odjemalci zdravstvenih storitev zamešali za strežnike ali hišnike; tisti, ki so pa vedeli, da gre za zdravstvene tehnike, pa so bili do njih neredko sumničavi. Vedenja, ki se, ko jih izvaja bel moški, tolmačijo kot "vodstvene kompetence", se pri črnskih moških interpretirajo kot "ogrožajoča". V institucijah, kjer prevladujejo belci, s kolegi in nadrejenimi povečini nimajo toplih odnosov, prav tako se nad njimi ne izvaja pritisk za napredovanje. Na podlagi teh ugotovitev avtorica zaključuje, da se učinek steklenega dvigala povezuje z obstojem rasne neenakosti, in da bo obstajal, dokler obstaja rasizem.
Vožnja s steklenim dvigalom ni omogočena tudi homoseksualnim moškim, kar je po mnenju C. Williams (2013) del procesa reprodukcije hegemonične maskulinosti. Konformnost heteronormativnim standardom videza in vedenja (ki je značilna za okolja, kjer je homofobija razširjena in institucionalizirana) zlahka "potisne" moške na vodstvene in ženske na podporne položaje (Connell, 2012, v: Williams, 2013). Nasprotno pa je neheteroseksualna spolna usmerjenost na delovnem mestu sprejeta le, v kolikor se geji in lezbijke podredijo konvencionalnim spolnim praksam (tudi v kontekstih, kjer jih pred diskriminacijo ščiti zakon) (Williams, 2013). C. Williams (2013) predpostavlja, da učinek steklenega dvigala ni velik v kontekstu, v katerem se od moških in žensk pričakuje, da so konformni stereotipnemu maskulinemu ter femininemu vedenju, ali pa so v tako vedenje prisiljeni. 
K. Schilt (2011, v: Williams, 2013) je ugotovila, da so nekateri posamezniki, ki so spremenili spol iz ženskega v moškega (v odvisnosti od tega, katere rase so bili in kako stereotipno maskulino so se ob tem vedli) izboljšali svoj položaj na delovnem mestu. Priznana jim je bila večja avtoriteta nad drugimi, drugi so jih zaznavali kot bolj kompetentne ter bili so deležni večjih nagrad, več prepoznavnost in ekonomskih priložnosti v primerjavi s časom, ko so delali še kot ženske. Pri tem je nujno omeniti še, da so transspolni posamezniki (moški), ki ne izgledajo maskulino (oz. se kot taki ne uspejo prikazati), na delovnem mestu deležni kvečjemu diskriminacije. Učinek steklenega dvigala ne velja tudi za transspolne posameznice, kar je tudi v skladu s prvotno opredelitvijo koncepta. Tu C. Williams (2013) dodaja, da je pomemben "vstopni" dejavnik za "vožnjo s steklenim dvigalom" tudi tak zunanji videz, ki odraža pripadnost višjim družbenim slojem.
Raziskava C. Woodhams, Luptona in Cowlinga (2014) kaže, da je še en pomemben dejavnik, ki ga je potrebno upoštevati pri intersekcionalni analizi privilegiranosti na delu (takšni analizi, ki upošteva interakcijo spola z drugimi spremenljivkami prednosti/zapostavljenosti na delovnem mestu in za katero zdaj vemo, da je nujna za ugotavljanje dejanskega stanja v svetu dela), oviranost posameznika (dela(ne)zmožnost), tj. fizična ali mentalna oviranost, ki ima znaten učinek na njegovo zmožnost normalnega izvajanja vsakodnevnih aktivnosti. Moški z nezmožnostmi so skupina, ki je v feminiziranem delu nizkega nivoja trikrat prezastopana – tudi oni ne morejo stopiti v stekleno dvigalo, ki bi jih odpeljalo navzgor. Avtorji to razlagajo s tem, da bi njihova oviranost lahko vplivala na zmožnost po konformnosti hegemoničnim oblikam maskulinosti, za kar bi pričakovali, da ima poguben učinek na možnosti, ki jih dobijo na delovnem mestu.
Prvotna opredelitev steklenega dvigala je osnovana tudi na zgodovinsko specifični obliki delovnih organizacij, ki v neoliberalni dobi ni več samoumevna. Organizacije so se v zadnjih tridesetih letih zmanjšale, restrukturirale in globalizirale, vanje pa so bili uvedeni tudi računalniki  (DiMaggio, 2001 in Kalleberg, 2000, v: Williams, 2013). Glavne razlike med tradicionalnimi in "neoliberalnimi" organizacijami so naslednje: i) v prvih se nagrajuje zvestobo in službena leta, v drugih pa fleksibilnost in prilagodljivost, ii) za prve so značilne službe za poln delovni čas z ugodnostmi, za druge pa začasne in kontingentne pogodbe (projektno delo), iii) za prve so značilne vseživljenjske kariere, za druge pa kariere brez omejitev, iv) prve imajo specializirane opise dela, v drugih pa prevladujejo zahteve, ki so osnovane na posameznih projektih, v) prve opredeljujejo hierarhično organizirani oddelki, druge pa horizontalna interdisciplinarna moštva, vi) za prve so značilne karierne stopničke, za druge pa karierni zemljevidi (Williams, 2013). Omeniti velja, da je za obe vrsti organizacij značilna neenakost med spoloma – le mehanizmi, ki jo reproducirajo, so drugačni v obeh modelih organizacij. Od novega kariernega modela ima nekaj delavcev koristi (posebej profesionalci s področja visoke tehnologije, katerih veščine so specializirane), večinoma pa je ustvaril le dosti višje študentske dolgove, več nesigurnosti glede dela, več stresa in odgovornosti na delovnem mestu ter stagnacijo plač (Kalleberg, 2000, 2009, v: Williams, 2013).